# Søren Bystrup
Søren Bystrup né le 14 avril 1984 est un triathlète et duathlète danois, champion d'Europe de duathlon longue distance en 2018 à Vejle au Danemark.

## Biographie
Søren Bystrup est né en avril 1984.

## Palmarès
Le tableau présente les résultats les plus significatifs (podium) obtenus sur le circuit national et international de triathlon et de duathlon depuis 2012
| Année | Compétition                                           | Pays      | Position           | Temps           |
| ----- | ----------------------------------------------------- | --------- | ------------------ | --------------- |
| 2018  | Championnats d'Europe de duathlon longue distance     | Danemark  | Médaille d'or      | 2 h 43 min 5 s  |
| 2018  | Championnats du Danemark de duathlon moyenne distance | Danemark  | Médaille d'or      | 2 h 43 min 5 s  |
| 2017  | Powerman Duathlon                                     | Suisse    | Médaille de bronze | 6 h 34 min 52 s |
| 2017  | Championnats du monde de duathlon longue distance     | Suisse    | Médaille de bronze | 6 h 34 min 52 s |
| 2017  | Championnats du Danemark de duathlon                  | Danemark  | Médaille d'argent  | 56 min 36 s     |
| 2017  | Championnats d'Europe de duathlon longue distance     | Allemagne | Médaille d'argent  | 2 h 59 min 4 s  |
| 2016  | Powerman Duathlon                                     | Suisse    | Médaille de bronze | 6 h 33 min 48 s |
| 2016  | Championnats du monde de duathlon longue distance     | Suisse    | Médaille de bronze | 6 h 33 min 48 s |
| 2015  | Powerman Duathlon                                     | Suisse    | Médaille de bronze | 6 h 25 min 38 s |
| 2015  | Championnats du monde de duathlon longue distance     | Suisse    | Médaille de bronze | 6 h 25 min 38 s |
| 2015  | Championnats du Danemark de duathlon longue distance  | Danemark  | Médaille d'or      | 5 h 0 min 48 s  |
| 2014  | Powerman Duathlon                                     | Suisse    | Médaille de bronze | 6 h 27 min 44 s |
| 2014  | Championnats du monde de duathlon longue distance     | Suisse    | Médaille de bronze | 6 h 27 min 44 s |
| 2013  | Championnats du Danemark de duathlon                  | Danemark  | Médaille d'or      | 1 h 48 min 21 s |
| 2012  | Powerman Duathlon                                     | Suisse    | Médaille de bronze | 6 h 21 min 38 s |
| 2012  | Championnats du monde de duathlon longue distance     | Suisse    | Médaille de bronze | 6 h 21 min 38 s |